# Alba María Cabello
Alba María Cabello Rodilla (Madrid, 30 de abril de 1986) es una deportista española que compitió en natación sincronizada.
Participó en dos Juegos Olímpicos de Verano en los años 2008 y 2012, obteniendo dos medallas, plata en Pekín 2008 y bronce en Londres 2012. Ganó siete medallas en el Campeonato Mundial de Natación entre los años 2007 y 2013, y diez medallas en el Campeonato Europeo de Natación entre los años 2006 y 2016.

## Palmarés internacional
| Juegos Olímpicos   | Juegos Olímpicos         | Juegos Olímpicos  | Juegos Olímpicos  |
| Año                | Lugar                    | Medalla           | Prueba            |
| ------------------ | ------------------------ | ----------------- | ----------------- |
| 2008               | Pekín (China)            | Medalla de plata  | Equipo            |
| 2012               | Londres (Reino Unido)    | Medalla de bronce | Equipo            |
| Campeonato Mundial |                          |                   |                   |
| Año                | Lugar                    | Medalla           | Prueba            |
| 2007               | Melbourne (Australia)    | Medalla de bronce | Equipo técnico    |
| 2009               | Roma (Italia)            | Medalla de oro    | Combinación libre |
| 2011               | Shanghái (China)         | Medalla de bronce | Equipo técnico    |
| 2011               | Shanghái (China)         | Medalla de bronce | Equipo libre      |
| 2013               | Barcelona (España)       | Medalla de plata  | Equipo técnico    |
| 2013               | Barcelona (España)       | Medalla de plata  | Equipo libre      |
| 2013               | Barcelona (España)       | Medalla de plata  | Combinación libre |
| Campeonato Europeo |                          |                   |                   |
| Año                | Lugar                    | Medalla           | Prueba            |
| 2006               | Budapest (Hungría)       | Medalla de plata  | Equipo            |
| 2006               | Budapest (Hungría)       | Medalla de plata  | Combinación libre |
| 2008               | Eindhoven (Países Bajos) | Medalla de oro    | Equipo            |
| 2008               | Eindhoven (Países Bajos) | Medalla de oro    | Combinación libre |
| 2010               | Budapest (Hungría)       | Medalla de plata  | Equipo            |
| 2010               | Budapest (Hungría)       | Medalla de plata  | Combinación libre |
| 2012               | Eindhoven (Países Bajos) | Medalla de oro    | Equipo            |
| 2012               | Eindhoven (Países Bajos) | Medalla de oro    | Combinación libre |
| 2014               | Berlín (Alemania)        | Medalla de bronce | Equipo            |
| 2016               | Londres (Reino Unido)    | Medalla de bronce | Equipo libre      |